# Ps (유닉스)
대부분의 유닉스 계통 운영 체제에서 ps 프로그램은 현재 실행되고 있는 프로세스들을 표시한다. top라는 이름의 관련 유닉스 유틸리티는 실행 중인 프로세스들의 실시간 보기를 제공한다.

## 예제들
```
tux:~$ 
ps

  PID TTY          TIME CMD

 7431 pts/0    00:00:00 su

 7434 pts/0    00:00:00 bash

18585 pts/0    00:00:00 ps

```

grep명령어와 함께 사용하여, 특정 프로세스의 프로세스 id 같은 정보를 알아볼 수 있다.
```
tux:~$ 
ps
 
-A
 
|
 
grep
 
firefox-bin

11778 ?        02:40:08 firefox-bin

11779 ?        00:00:00 firefox-bin

```

## 옵션
ps는 다양한 옵션이 있다. 단일 유닉스 규격 표준을 지원하는 운영 체제에서 ps는 일반적으로 -ef 옵션과 함께 시행된다. -ef에서 "-e"는 모든(every) 프로세스를 선별하고 "-f"는 완전한("full") 출력 포맷을 선택한다. 이 외 자주 사용하는 옵션으로 -l이 있으며, 이는 긴("long") 출력 포맷을 지정한다.
BSD로부터 유래된 대부분의 시스템들은 역사상의 갈등들 때문에 POSIX와 UNIX 표준 옵션을 사용하지 않는다. (예를 들어 "e"나 "-e" 옵션은 환경 변수들을 표시한다). 이러한 시스템들에서 ps는 일반적으로 비표준 옵션 aux로 실행한다. aux에서 "a"는 모든 프로세스를 열거하며, 이것은 다른 사용자들의 프로세스도 포함된다. "x"는 통제하는 터미널 없이 모든 프로세스들을 열거하고 "u"는 각각의 프로세스에 대하여 통제하는 사용자를 추가한다. 이러한 신택스를 사용하는 경우 최대 호환성을 위하여 "aux" 앞에 "-"가 없음을 주의하라. 또한 모든 변수들을 포함하여 프로세스에 대한 완벽한 정보를 위한 "ps auxwww"와 같이 aux 뒤에 'www'를 추가할 수 있다.

## 같이 보기
- tasklist
- top
- procps
- pstree
- pgrep